# Mietshaus Lindengasse 4

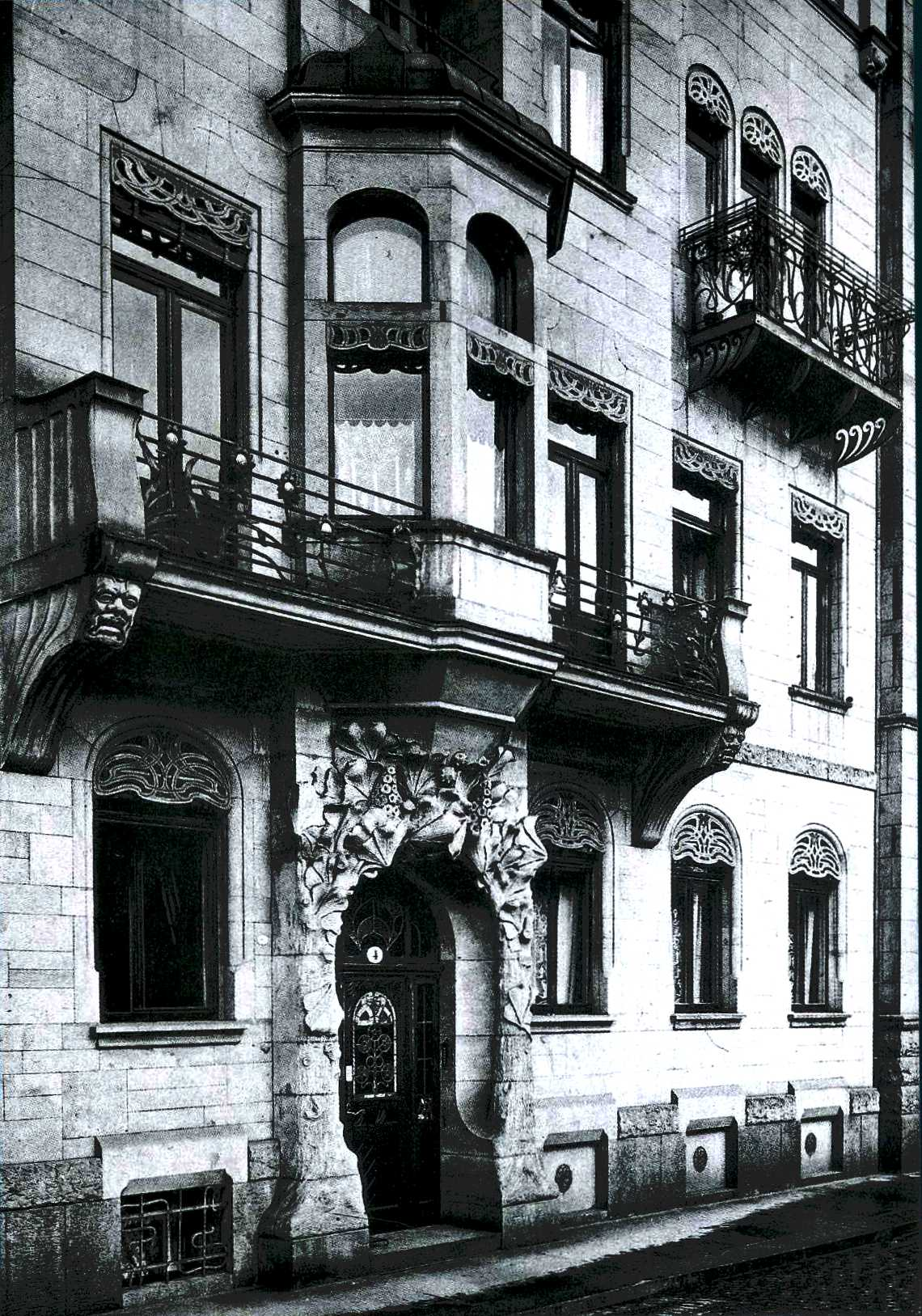
Lindengasse 4 (1903)

Das Mietshaus Lindengasse 4 in Dresden war ein 1901 von Felix Reinhold Voretzsch im Jugendstil (wahrscheinlich gleichzeitig mit dem Nachbarhaus, dem Mietshaus Lindengasse 2) erbautes und bei den Luftangriffen auf Dresden 1945 zerstörtes Gebäude.
Das mehrgeschossige herrschaftliche, von Voretzsch palaisartig angelegte Mietshaus wurde in einem Straßenzug mit geschlossener Bauweise errichtet. Die Fassade aus Sandstein hatte eine Frontlänge von fünf Fensterachsen. Über einem asymmetrisch nach links in die zweite Achse verlegtem Portal ruhte ein polygonaler Erker. Die Portaleinfassung erhielt als künstlerische Bauplastik ein üppig gestaltetes Blattwerk. Links und rechts vom Erker gingen jeweils ein Balkon mit blumenverzierten Gittern ab. Auch die gesamte Bauornamentik des Gebäudes (Gitter, Jalousieverkleidung und die Verglasung der Straßenfrontseite) waren ebenfalls Jugendstil.
Der jüdische Apotheker Max Sternberg (geb. am 23. Oktober 1873) lebte hier bis zu seiner Vertreibung aus seiner Wohnung in eines der Dresdner „Judenhäuser“. Er gehört zu den ermordeten Juden Dresdens.
Nach der Zerstörung wurde Anfang der 1950er Jahre die Ruine beräumt, an ihrer Stelle befindet sich heute eine Grünfläche. Die heutige Adresse der Lindengasse 4 ist einem Bauwerk der 1960er Jahre zugeordnet und hat weder mit der Lage noch der Architektur des bis 1945 bestehenden Gebäudes zu tun, dieses ist ein Totalverlust.